# Vladimir Zelenko
Vladimir Zelenko (Kiev, 27 novembre 1973 – New York, 30 giugno 2022) è stato un medico ucraino con cittadinanza statunitense noto per aver promosso un cocktail di tre farmaci di idrossiclorochina, zinco e azitromicina come parte di un trattamento ambulatoriale sperimentale per COVID-19 che divenne noto come protocollo Zelenko.
Il 23 marzo 2020, Zelenko ha pubblicato una lettera aperta al presidente degli Stati Uniti Donald Trump in cui affermava di aver trattato con successo centinaia dei suoi pazienti affetti da COVID-19 con un ciclo di 5 giorni di idrossiclorochina, azitromicina e solfato di zinco.
Il protocollo di trattamento Zelenko ha rapidamente guadagnato notorietà con diversi personaggi dei media e vari funzionari dell'amministrazione statunitense che lo hanno promosso, tra cui Rudolph Giuliani, Sean Hannity e il capo di gabinetto della Casa Bianca Mark Meadows.

## Biografia
Vladimir Zelenko è nato a Kiev nel 1973. La sua famiglia si trasferì nel quartiere di Sheepshead Bay a Brooklyn, New York City quando aveva tre anni.
Zelenko ha frequentato la scuola di medicina presso l'Università di Buffalo, conseguendo un dottorato in medicina nel 2000.
Si sa che Zelenko ha partecipato al raduno "Save America March" a Washington il 6 gennaio 2021, sebbene non vi fossero prove che abbia partecipato al successivo assalto al Campidoglio.

## Dichiarazioni sul trattamento COVID-19
Il 21 marzo 2020, Zelenko ha pubblicato un video su YouTube e Facebook indirizzato al presidente degli Stati Uniti Donald Trump, in cui affermava di aver testato con successo un trattamento sperimentale per COVID-19 su centinaia di pazienti con sintomi simili al coronavirus. Ha descritto il trattamento come un cocktail di tre farmaci composto dal farmaco antimalarico idrossiclorochina, l'antibiotico azitromicina e il solfato di zinco, e due giorni dopo ha inviato una lettera aperta a Trump con affermazioni simili. All'epoca, vari gruppi, tra cui l'Organizzazione mondiale della sanità, stavano conducendo ricerche in corso per determinare l'efficacia dell'uso dell'idrossiclorochina e/o dell'azitromicina per il trattamento del COVID-19. Il sito anti fake-news Snopes ha notato che Zelenko non ha descritto il progetto del suo studio né ha pubblicato alcun dato a sostegno delle sue affermazioni.
La comunità chassidica di Satmar a Kiryas Joel, dove Zelenko ha esercitato come medico di comunità per lungo tempo, ha diffuso un disclaimer alle affermazioni di Zelenko sul potenziale tasso di infezione nella loro comunità, come riportato da fonti dei media ebraiche, che hanno annunciato che «il medico ebreo che ha promosso il cocktail di virus sta lasciando la comunità dove lo ha testato: il dottor Vladimir 'Zev' Zelenko, un medico ortodosso noto per aver portato all'attenzione di Trump un controverso farmaco contro la malaria, accusato di diffondere disinformazione sui tassi di infezione».
Nel dicembre 2020, Twitter ha sospeso l'account di Zelenko per aver violato le regole contro la «manipolazione della piattaforma e spam». Il divieto è stato criticato dal senatore statunitense Ron Johnson e dall'Associazione dei medici e dei chirurghi americani, un gruppo no profit conservatore.

### Indagine federale
Nell'aprile 2020, Zelenko ha presentato una conferenza su Zoom a un gruppo di medici, in cui sembrava suggerire falsamente che la Food and Drug Administration (FDA) avesse concesso l'approvazione a una sperimentazione clinica che stava aiutando a organizzare. Alla conferenza ha partecipato il commentatore conservatore Jerome Corsi, che aveva collaborato con Zelenko su un sito web di telemedicina. Corsi ha inavvertitamente inviato un'e-mail in cui affermava che Zelenko aveva «in corso un test randomizzato approvato dalla FDA per l'HCQ» al procuratore federale Aaron Zelinsky, invece che a Zelenko. Zelinsky, che ha lavorato nella squadra dell'ex consigliere speciale Robert Mueller, aveva precedentemente interrogato Corsi durante le indagini su Roger Stone.
Secondo Corsi, Zelinsky ha risposto alla sua e-mail e ha chiesto se avesse un avvocato, e successivamente ha informato l'avvocato di Corsi di aver scoperto che lo studio di Zelenko non era elencato in alcun sito web del governo di studi clinici approvati dalla FDA. Zelinsky ha richiesto tutte le comunicazioni tra Corsi e Zelenko, inclusi messaggi di testo, documenti podcast e materiali di marketing per il loro sito Web, forniti da Corsi. Zelenko ha negato qualsiasi illecito e ha affermato che pensava che il suo studio avesse l'approvazione della FDA perché aveva parlato con il commissario della FDA Stephen Hahn.

## Vita privata
Zelenko è stato sposato due volte ed è padre di otto figli. Era un ebreo ortodosso haredi e un seguace del movimento Chabad.
Zelenko ha pubblicato un'autobiografia, Metamorphosis, in cui parla di come fosse originariamente un giovane ebreo russo-americano irreligioso che divenne un baal teshuva (ebreo ateo divenuto nuovamente religioso), e a sua volta creò stretti legami con molte diverse comunità ebraiche, e come le circostanze nella sua vita gli hanno fornito la forza di volontà per superare le sfide che gli si sono parate davanti, inclusa una malattia pericolosa per la vita. Zelenko ha anche parlato della sua storia personale e del libro che ha scritto su di essa. Ha anche raccontato del suo viaggio personale in una rivista come Mishpacha. Nel 2019 il Dr. Zelenko ha scritto in collaborazione con uno dei suoi figli, Levi Yitzchok Zelenko, un libro sulla Kabbalah, sul misticismo ebraico, il chassidismo, chiamato Essence To Essence che «descrive le dinamiche metafisiche condivise da scienza, medicina, psicologia, economia, diritto, e politica».

## Pubblicazioni
- Roland Derwand, Martin Scholz e Vladimir Zelenko, COVID-19 outpatients: early risk-stratified treatment with zinc plus low-dose hydroxychloroquine and azithromycin: a retrospective case series study, in International Journal of Antimicrobial Agents, vol. 56, n. 6, 2020,  p. 106214, DOI:10.1016/j.ijantimicag.2020.106214, PMID 33122096.
- Peter A. McCullough, Paul E. Alexander e Robin Armstrong, Multifaceted highly targeted sequential multidrug treatment of early ambulatory high-risk SARS-CoV-2 infection (COVID-19), in Reviews in Cardiovascular Medicine, vol. 21, n. 4, 2020,  pp. 517-530, DOI:10.31083/j.rcm.2020.04.264, PMID 33387997.